# گروه آتشفشان چیلونگ
گروه آتشفشان چیلونگ (به لاتین: Chilung Volcano Group) یک کوه در تایوان است که در Ruifang District, New Taipei City, Taiwan واقع شده‌است.